# Аволаска
Авола̀ска (на италиански: Avolasca; на пиемонтски: Urasca, Ураска) е село и община в Северна Италия, провинция Алесандрия, регион Пиемонт. Разположено е на 425 m надморска височина. Населението на общината е 298 души (към 2010 г.).